# ماتيو نكر
ماتيو غريغوريوس نكر (1795 – 22 مارس 1868) كان أسقفًا للكنيسة السريانية الأرثوذكسية الميافيزيقية، والذي اعتنق الكاثوليكية الشرقية وأصبح أسقفًا للكنيسة السريانية الكاثوليكية.

## سيرته
وُلِد ماتيو نكر عام ١٧٩٥ في عائلةٍ احتكرت جيلًا بعد جيل، لمدة ٦٠٠ عام، أبرشية الموصل اليعقوبية. في سن الخامسة والعشرين، رُسِمَ كاهنًا وخدم تحت إمرة عمه المطران، وفي عام ١٨٢٦ أصبح مطرانًا. نشأ ماتو نكر على كراهية الكاثوليك منذ طفولته، وكما اعترف لاحقًا في "مذكراته"، دأب على الوعظ ضد التعاليم الكاثوليكية، وبذل قصارى جهده لمنع الكاثوليك من نشر إيمانهم. ومع ذلك، ورغم معارضة الكنيسة الكاثوليكية ، وليس الإمبراطورية العثمانية، فإن عدد الراغبين في اعتناق الكاثوليكية في تزايد مستمر. بين عامي ١٨٢٥ و١٨٣٠، انضم جميع اليعاقبة تقريبًا في دمشق وجنوب لبنان، بمن فيهم المطران يعقوب الحلياني إلى الكنيسة الكاثوليكية.

## التحول إلى الكاثوليكية
أرسل بطريرك الكنيسة السريانية الأرثوذكسية ماتيو نكر إلى دمشق لمعالجة المشاكل. كانت مهمته إلقاء القبض على الأسقف يعقوب الحلياني من قبل السلطات التركية، إلا أن ماتيو لم يتمكن من القبض عليه، لأن الحلياني تمكن من الاختباء في الجبال بالقرب من الموارنة اللبنانيين. كل ما نجح فيه القديس ماتيو أنه استعاد سجن 25 شخصًا إلى الكاثوليكية، وبعد ذلك ذهب إلى القدس للاحتفال بعيد الفصح. كان متى نكار يأمل أن يشهد نزول النور المقدس - وهي معجزة كانت إحدى الحجج الرئيسية ضد الكاثوليكية. كان تأمل هذه المعجزة كما كان متوقعًا في مارس، هو ما منحه القوة والعزيمة في مكافحة الكاثوليك.
في عام ١٨٣٢، حضر نكر مع شماسه إلى كنيسة القيامة. وبينما كانا يختلطان بالحشد الذي أراد إشعال شموعه من النار العجيبة، سمع ماتيو نكر أن النار لا تحرق اليدين أو الوجه، ولا حتى الشعر. فما إن أشعل شمعته، حتى لامس لحية شماسه التي اشتعلت على الفور. اتهم ماتيو شماسه بقلة إيمانه، لكن الحادثة زرعت في نفسه شكًا لم يكن لديه من قبل.
بعد فترة وجيزة توجه إلى حلب التي أصبحت مقر بطريرك الكنيسة السريانية الكاثوليكية. أقام الكاثوليك المحليون استقبالًا حافلًا لماتيو نكر، لكنهم لم يرضوا مضطهدهم، واكتفت حجتهم ببدء شهر رمضان، ولم يكن الأتراك، كمسلمين، مستعدين لتنظيم الصيد في الشهر الكريم. اضطر مطران الموصل، ماتيو نكر، للبقاء في المدينة شهرًا. وبسبب خطأ خادمه، توقف عند الآباء المؤسسين للرهبنة اللعازرية، الذين تولى خادمهم الدير إدارة الفندق. ولأن الرهبان استقبلوا ماتيو بحفاوة، قرر البقاء في الدير، متأثرًا أيضًا بفضوله ورغبته في مناقشة الكاثوليك الذين اعتبرهم "هراطقة". تركزت المناقشات بشكل رئيسي على أحكام مجمع خلقيدونية ومسألة عدد طبائع المسيح. سرعان ما اتضح لماتيو نكار أن دحض حجج الكاثوليك أصعب بكثير مما كان يعتقد سابقًا. تركَتْ عليه آثارٌ خاصةٌ من كتابات القديس أفرام السرياني، أحد أكثر القديسين اليعقوبيين تبجيلًا. طلب ماتيو نكر من الرهبان الإذن باستخدام مكتبتهم لإعداد مرافعاته. أدت دراسة آباء الكنيسة في مكتبة الدير، بالإضافة إلى مناقشاتهم مع الرهبان وحادثة النور المقدس، إلى قبوله في الكنيسة الكاثوليكية في 27 نوفمبر/تشرين الثاني 1832. وقد قُبل في الكنيسة السريانية الكاثوليكية على يد البطريرك إغناطيوس بطرس السابع جارويه .

## النشاط التبشيري الكاثوليكي بين المسيحيين السريان الأرثوذكس
من حلب ذهب ماتيو مباشرة إلى ماردين - المعقل الرئيسي لليعاقبة. هناك، ونتيجة لوعظه بالكاثوليكية، تحول 54 شخصًا. عند سماع ذلك، أدانه بطريرك الكنيسة السريانية الأرثودكسية لدى السلطات التركية، متهمًا ماتيو بالوصول إلى البابا بالذهب، والذي يُزعم أنه أقنع به اليعاقبة باعتناق الكاثوليكية ورفض طاعة السلطان . بأمر من الحاكم، تم القبض على نكر وسجنه، ثم أرسل لاحقًا إلى دير اليعاقبة، حيث احتجز لمدة أسبوعين في خزان فارغ، جائعًا ومُضربًا بانتظام، مدعيًا التخلي عن الكاثوليكية ولعن مجمع خلقيدونية. بعد أسبوعين، تم نقل ماتيو المنهك إلى كوخ خارج الدير، على أمل أن يموت هناك. ولكن في صباح اليوم التالي سمع أنين الأسقف يمر بجانب ابنة زعيم الأكراد المحليين، الذي أمر خدمه بكسر الباب وانتقل إلى منزله وهو يحتضر. بعد استعادته حريته، عاد ماثيو إلى رسالته التبشيرية، التي انضم من خلالها في نهاية العام إلى الكنيسة الكاثوليكية مطران ماردين اليعقوبي. وفي عام ١٨٣٥، رُسِمَ أسقفًا في أبرشية نبق وكارياتي حديثة التأسيس. وظل في هذا المنصب لمدة ٣٣ عامًا حتى وفاته. خلال هذه الفترة، انضمت أبرشيته إلى عشرات الآلاف من اليعاقبة، وشهد معهم حروبًا مارونية وما صاحبها من مذابح ضد المسيحيين.

## موت
توفي ماتيو نكر في 22 آذار 1868 وقبره موجود في دير البطريركية السريانية الكاثوليكية في الشرفة ضمن الأراضي اللبنانية.